# Pierre Charron
Pierre Charron (Paris, 1541 - Paris, 16 de novembro de 1603) foi um historiador, poeta, prelado, moralista,  romancista, filósofo e teólogo francês.
Seguiu a doutrina de pensamento do ceticismo filosófico.

## Obra

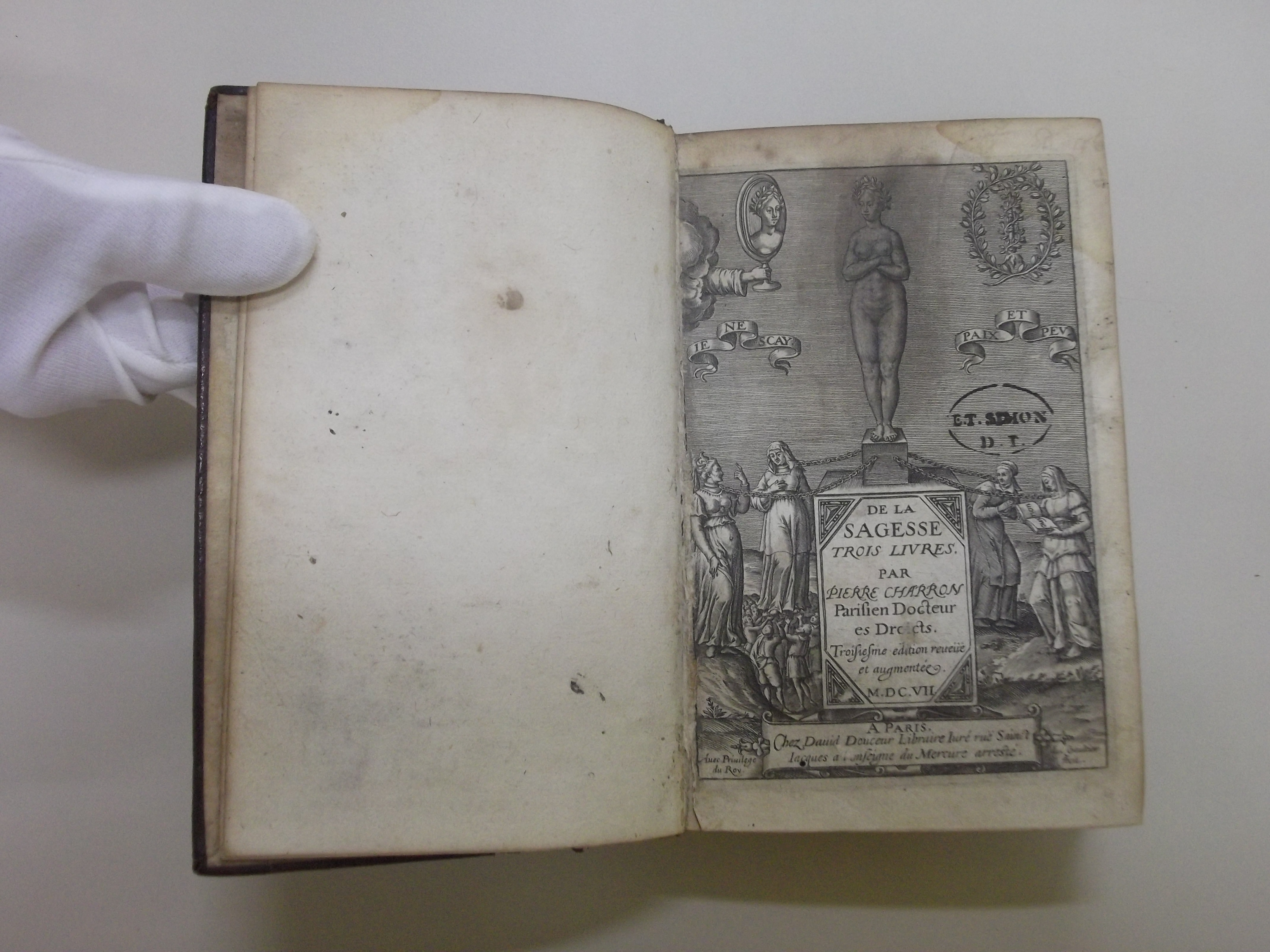
De la sagesse : trois livres / par Pierre Charron. – 3me ed. rev. et augm.– Paris : David Deuceur Libraire Iuré, 1607.

- Trois Vérités (orig. Les trois veritez) (Cahors, 1593) ;
- Discours chrétiens (Bordeaux, 1600) ;
- De la sagesse. Trois livres (Bordeaux, 1601) ;
- Œuvres complètes, Paris, 1635 .